# Ważnyje istorii
Ważnyje istorii (ros. Важные истории, ang. Important stories, pol. Ważne historie) – niezależny rosyjski serwis internetowy specjalizujący się w dziennikarstwie śledczym. Serwis został założony w 2020 roku przez Romana Anina i Olesię Szmagun. Biuro serwisu znajduje się na Łotwie.
Serwis Ważnyje istorii został uruchomiony pod koniec kwietnia 2020 roku. Jego założycielami są rosyjscy dziennikarze Roman Anin i Olesia Szmagun. Anin, Shmagun i kilku innych dziennikarzy z ich zespołu pracowało wcześniej w „Nowej gaziecie”. Czterech z dziesięciu dziennikarzy brało udział w śledztwie dotyczącym kwitów z Panamy. Serwis powstał w odpowiedzi na rosnącą presję rosyjskiego rządu na rosyjskie media.
Śledztwa serwisu Ważnyje istorii dotyczyły m.in.
- nielegalnej dostawy niskiej jakości respiratorów i testów na SARS-CoV-2[8][9];
- produkcji maseczek chirurgicznych podczas pandemii COVID-19 w Rosji[potrzebny przypis];
- przemocy domowej w Rosji[potrzebny przypis];
- rosyjskiego rynku gospodarki odpadami[potrzebny przypis];
- córki Władimira Putina Kateriny Tichonowej i jej męża Kiriłła Szamałowa(inne języki)[10][11][12];
- prześladowań rosyjskiego polityka Aleksieja Nawalnego[3];
- katastrof związanych z wyciekiem ropy w Rosji[13].

W listopadzie 2020 roku Global Investigative Journalism Network pisało, że Ważnyje istorii miało 13 pracowników. Dziennikarze Ważnyje istorii brali też udział w śledztwach FinCEN Files i Pandora Papers. W 2021 roku Ważnyje istorii zatrudniało 15 pracowników. W lutym 2021 roku opublikowało artykuł, o tym jak Rosnieft kupił część firmy Pirelli; po skardze Rosneftu sąd nakazał usunięcie artykułu. W marcu 2021 roku Ważnyje istorii opublikowało śledztwo w sprawie zastępcy dyrektora rosyjskiej FSB Siergieja Borisowicza Korolowa i jego powiązań z rosyjskimi przestępcami. W kwietniu 2021 roku FSB dokonała nalotu na biura Ważnyje istorii i mieszkanie jej redaktora naczelnego, Romana Anina. Nalot był formalnie związany ze sprawą karną z 2016 roku o naruszenie prywatności. Po nalocie Anin został przewieziony do Komitetu Śledczego Federacji Rosyjskiej. W lipcu 2021 roku rosyjski aktywista Aleksandr Wiktorowicz Ionow zażądał od rządu rosyjskiego uznania Ważnyje istorii za agenta zagranicy. 20 sierpnia 2021 roku Ministerstwo Sprawiedliwości Federacji Rosyjskiej uznało osobę prawną Ważnyje istorii, Istories fonds, oraz kilku dziennikarzy za agentów zagranicy.
Na początku marca 2022 roku Roskomnadzor zablokował dostęp do stron internetowych niezależnych rosyjskich mediów Dożd´, Echo Moskwy i innych za ich relacje z inwazji Rosji na Ukrainę w 2022 roku. 3 marca 2022 roku Ważnyje istorii opublikowało list, w którym wyjaśniono, jak obejść blokadę ze strony rosyjskich władz. 5 marca 2022 roku Ministerstwo Sprawiedliwości Federacji Rosyjskiej uznało Ważnyje istorii za niepożądaną organizację, co zakazuje działalności organizacji na terytorium Rosji i nakazuje sankcje dla każdego, kto wspiera organizację.